# Synchronicity
Az 1983-as Synchronicity a The Police ötödik, utolsó albuma. A lemez és a nyitó dal címe C. G. Jung szinkronicitás-elméletére utal Szerepel az 1001 lemez, amit hallanod kell, mielőtt meghalsz című könyvben.

## Az album dalai
|     | Cím                        | Szerző(k)        | Hossz |
| --- | -------------------------- | ---------------- | ----- |
| 1.  | Synchronicity I            | Sting            | 3:23  |
| 2.  | Walking in Your Footsteps  | Sting            | 3:36  |
| 3.  | O My God                   | Sting            | 4:02  |
| 4.  | Mother                     | Andy Summers     | 3:05  |
| 5.  | Miss Gradenko              | Stewart Copeland | 1:59  |
| 6.  | Synchronicity II           | Sting            | 5:02  |
| 7.  | Every Breath You Take      | Sting            | 4:13  |
| 8.  | King of Pain               | Sting            | 4:59  |
| 9.  | Wrapped Around Your Finger | Sting            | 5:13  |
| 10. | Tea in the Sahara          | Sting            | 4:19  |
| 11. | Murder by Numbers          | Sting, Summers   | 4:36  |

## Helyezések

### Album
| Év   | Lista                | Helyezés |
| ---- | -------------------- | -------- |
| 1983 | Billboard Pop Albums | 1        |
| 1983 | The Billboard 200    | 1        |

### Kislemezek
| Év   | Kislemez                   | Lista (Billboard)     | Helyezés |
| ---- | -------------------------- | --------------------- | -------- |
| 1983 | Every Breath You Take      | Adult Contemporary    | 5        |
| 1983 | Every Breath You Take      | Club Play Singles     | 26       |
| 1983 | Every Breath You Take      | Mainstream Rock       | 1        |
| 1983 | Every Breath You Take      | Pop Singles           | 1        |
| 1983 | King of Pain               | Adult Contemporary    | 33       |
| 1983 | King of Pain               | Mainstream Rock       | 1        |
| 1983 | King of Pain               | Pop Singles           | 3        |
| 1983 | King of Pain               | The Billboard Hot 100 | 13       |
| 1983 | Synchronicity II           | Mainstream Rock       | 9        |
| 1983 | Synchronicity II           | Pop Singles           | 16       |
| 1983 | Synchronicity II           | The Billboard Hot 100 | 16       |
| 1983 | Wrapped Around Your Finger | Mainstream Rock       | 9        |
| 1984 | Wrapped Around Your Finger | Adult Contemporary    | 13       |
| 1984 | Wrapped Around Your Finger | The Billboard Hot 100 | 8        |

## Grammy-díjak
| Év   | Díjazott              | Kategória            |
| ---- | --------------------- | -------------------- |
| 1983 | Every Breath You Take | Legjobb pop-szám     |
| 1983 | Every Breath You Take | Az év dala           |
| 1983 | Synchronicity (album) | A legjobb rock-album |

## Közreműködők

### The Police
- Sting – basszusgitár, billentyűk, ének, háttérvokál, oboa, dobgép a Synchronicity I-on, szaxofon az O My God-on
- Andy Summers – elektromos gitár, billentyűk, ének a Mother és Someone To Talk To dalokon, háttérvokál a Someone to Talk To-n
- Stewart Copeland – dob, xilofon, egyéb ütőhangszerek

### Produkció
- Hugh Padgham – producer, hangmérnök
- Dave Collins, Bob Ludwig – mastering
- Jeffrey Kent Ayeroff, Norman Moore, Vartan – művészi vezető
- Jeffrey Kent Ayeroff, Norman Moore – design
- Duane Michals – fényképek